# Wichaya Dechmitr
Sanrawat Dechmitr, né le 3 août 1989 à Samut Prakan en Thaïlande, est un footballeur thaïlandais évoluant au poste de milieu de terrain.

## Palmarès

### En club
- Bangkok Glass :
  - Vainqueur de la Coupe de Singapour en 2010.